# بحيرة أويبن
بحيرة أويبن هي بحيرة اصطناعية تقع  بالقرب من مدينة أويبن في مقاطعة لياج ضمن إقليم والونيا في بلجيكا ، تبلغ مساحتها 1.26 كم2
تم إنشاء البحيرة بواسطة سد تم بناؤه على نهرفاسدري في عام 1938 ولكن تم افتتاحه في عام 1950 من قبل الأمير تشارلز ، يعيش في المنطقة سكان يتحدثون اللغة الألمانية ويطلقون على نهر فاسدري (الذي ينبع من البحيرة ) اسم فيزر، ولكنه ليس نهر فيزر في شمال ألمانيا.